# Каргалетели, Василий Дмитриевич
Василий Дмитриевич Каргалетели (29 июля 1880 — 1946) — российский, грузинский, азербайджанский и советский военачальник; генерал-майор.
Участник Первой мировой войны. Был начальником Генерального штаба (временно) армии Азербайджанской Демократической Республики и начальником Главного штаба Персидской Красной армии.

## Биография
Василий Каргалетели родился 29 июля 1880 года. Общее образование получил в 1-й Тифлисской классической гимназии.
В службу вступил юнкером рядового звания  в Московское военное училище 2 сентября 1899 года. Выпущен 13 августа 1901 года подпоручиком гвардии в Л-гв. С.-Петербургский полк.
С 11 июля 1902 года по 17 апреля 1903 года в запасе гвардейской пехоты. 17 апреля 1903 года переименован в подпоручики армии со старшинством с 15 мая 1901 года и направлен в 259-й пехотный Горийский полк. Поручик с 1905 года. В 1908 году произведён в штабс-капитаны.
В 1913 году Василий Дмитриевич Каргалетели успешно окончил Императорскую Николаевскую военную академию по 1-му разряду. По выпуску из академии, приказом по Генеральному штабу для прохождения цензового командования ротой, прикомандирован на 1,5 года к 2-му Кавказскому стрелковому полку.
Участник первой мировой войны. С 24 декабря 1914 года — капитан. Со 2 февраля 1915 года старший адъютант штаба 1-й Кавказской казачьей дивизии. C 27 августа 1916 года подполковник помощник начальника отделения Управления генерал-квартирмейстера штаба Главнокомандующего армиями Северного фронта. С 18 июня 1917 года старший адъютант штаба Кавказского военного округа.
С 17 февраля по 15 июля 1919 года полковник, военный атташе дипломатической миссии Грузии в Азербайджане.

### Армия Азербайджанской Демократической Республики
С 15 июля на службе в армии АДР. Из приказа военного министра генерала от артиллерии Самедбека Мехмандарова  № 325 от 15 июля 1919 года:
Генерального штаба полковник Каргалетели принимается на службу в войска Азербайджанской Республики с назначением Генерал-квартирмейстером Главного управления  Генерального Штаба с 15-го с. июля.
В ноябре временно исполнял должность начальника Генерального штаба.
21 марта 1920 года приказом Правительства Азербайджанской Республики № 6 о чинах военных  и.д. генерал-квартирмейстера Штаба Армии Генерального штаба полковник Василий Каргалетели за «особо выдающиеся отличия» был произведён в генерал-майоры с утверждением в должности.

### Персидская Красная армия
Весной 1920 года азербайджанское правительство было свергнуто, а на территории страны установился новый общественно-политический строй. Одни офицеры азербайджанской армии станут служить в Красной армии, некоторые уедут за границу, а часть офицеров будут казнены.
Особый отдел арестовал генерал-майора В. Д. Каргалетели (Шапура), который был «предназначен к расстрелу». Его освободили из тюрьмы по поручительству Буду Мдивани и направили по рекомендации последнего в Решт (Персия) как начальника Главного штаба Персидской Красной армии.
4 июня 1920 года отряды дженгалийцев под командованием националиста Мирзы Кучек-хана заняли город Решт, а 5 июня после консультаций с Москвой состоялось провозглашение Гилянской Советской Республики. Главой республики был назначен Кучек-хан.
В докладной записке Б. Михайлова реввоенсовету Кавказского фронта от 16 июля, где сообщалось о состоянии Персидской Красной армии, говорится следующее:

Во главе армии стоит Реввоенсовет Республики под председательством Мирзы Кучука в составе 5 членов, из коих два русских Абуков и Кожанов. Один — представитель ЦЕКА Иранской коммунистической партии тов. Джевад-Заде. Реввоенсоветом был назначен Главком Республики Генштаба Каргалетели — бывший генерал-майор Грузинской армии, военный представитель Грузии при Азербайджанском Генеральном Штабе во время муссаватистского правительства, освобожденный нами по поручительству товарища Мдивани из тюрьмы и направленный [в] Персию для назначения на должность Наштарма.

Вскоре у Кучек-хана случились разногласия с местными коммунистами. Разногласия переросли в открытую борьбу. В ночь на 31 июля в Гиляне произошёл переворот. Власть оказалась у левых коммунистов, придерживавшихся крайних взглядов. Было создано новое правительство, которое возглавил Эхсанулла-хан.
Приказом Каргалетели от 11 августа был создан специальный пехотно-конный отряд во главе с Керим-ханом «в целях наибыстрейшей и окончательной ликвидации банд Кучек-хана».
В ночь с 14 на 15 августа «согласно боевому приказу Главкома Шапура» (то есть Каргалетели) части Персидской Красной армии начали наступление на город Казвин. Операция обернулась провалом. 20 августа Персидской Красной армии пришлось оставить Решт, но 23 августа Орджоникидзе направил из Баку в Гилян 244 полк 28-й российской дивизии, очистивший Решт от шахских войск.
Согласно заключению, данному в докладе комиссии от Полномочного Представительства РСФСР в Персии и Турции: «операция, предпринятая по овладению Казвином, протекала преступно, вопреки всем основным правилам военной науки (отсутствие разведки, мер охранения и пр.). Несмотря на то, что Главнокомандующий Персармией Шапур (бывший генерал-майор), руководитель упомянутой операции, числился в списках Российского Генерального Штаба. Эвакуация Решта была преждевременной, потому — преступной». Особая Комиссия Чрезвычайного Уполномоченного Представителя РСФСР в Персии и Турции постановила: «Немедленно отозвать и предать революционному суду на основании имеющихся материалов главных инициаторов и руководителей Казвинской операции и эвакуации Решта, членов Реввоенсовета Персармии т.т. Мдивани, Абукова и командующего вооружёнными силами т. Шапура (Каргаретелли)».

### В последующем
В ноябре 1920 года освобождён от должности распоряжением Серго Орджоникидзе.
Василий Дмитриевич Каргалетели умер в 1946 году и похоронен на русском кладбище в Тегеране.

## Награды
- Орден Святого Станислава 3-й степени (1907)
- Орден Святой Анны 3-й степени (1913)
- Орден Святого Станислава 2-й степени с мечами (1916)